# Bataille de Rijmenam
Guerre de Quatre-Vingts Ans
Batailles
- Chronologie de la guerre de Quatre-Vingts Ans
- Valenciennes
- Austruweel
- Rheindalen
- Heiligerlee
- Jemmingen
- Jodoigne
- Brielle
- 1er Flessingue
- Malines
- Goes
- Mons
- Haarlem
- 2e Flessingue
- Borsele
- Zuiderzee
- Alkmaar
- Leyde
- Reimerswaal
- Mook
- Lillo
- Zierikzee
- 1er Anvers
- 1er Bréda
- Gembloux
- Rijmenam
- 1er Deventer
- Maastricht
- 2e Bréda
- Açores
- 2e Anvers
- 3e Anvers
- Boksum
- Zutphen
- 1er Berg-op-Zoom
- Gravelines
- 3e Bréda
- 2e Deventer
- Groningue
- Huy
- 1er Groenlo1
- 2e Groenlo
- Turnhout
- Nieuport
- Ostende
- L'Écluse
- 3e Groenlo
- Saint-Vincent
- Gibraltar
- Saint-Vincent (1621)
- 2e Berg-op-Zoom
- 4e Bréda
- 4e Groenlo
- Matanzas
- Bois-le-Duc
- Abrolhos
- Slaak
- Maastricht
- 5e Bréda
- Cabañas
- Calloo
- Les Downs
- Saint-Vincent (1641)
- Hulst
- Cavite

La bataille de Rijmenam, qui a lieu le 1er août 1578, au cours de la guerre de Quatre-Vingts Ans (1568-1648), oppose une armée des États généraux des Pays-Bas commandée par le Maximilien de Hénin-Liétard, comte de Boussu, aux troupes de don Juan d'Autriche, gouverneur général des Pays-Bas espagnols et d'Alexandre Farnèse (1545-1592), agissant au nom de Philippe II. La bataille s'achève par la défaite des Espagnols.
Cette victoire des insurgés compense la défaite qu'ils ont subie le 31 janvier lors de la bataille de Gembloux.
La bataille de Rijmenam a lieu près d'un village (actuelle commune de Bonheiden, province d'Anvers) situé à 20 km au nord-est de Bruxelles et 10 km à l'est de Malines.

## La bataille
Don Juan avait 12 000 fantassins et 5 000 cavaliers et voulut donc attaquer avant que les renforts n'arrivent de Zutphen. Ses subordonnés, Alexandre Farnèse et Gabrio Serbelloni, pensaient que c'était trop audacieux, mais Don Juan mit tout de même son plan à exécution et attaqua.

## Suites
Don Juan est obligé de se replier sur sa base, Namur. Il y est frappé par le typhus et meurt le 1er octobre, remplacé par Alexandre Farnèse comme gouverneur général.